# حاشية (شرح)

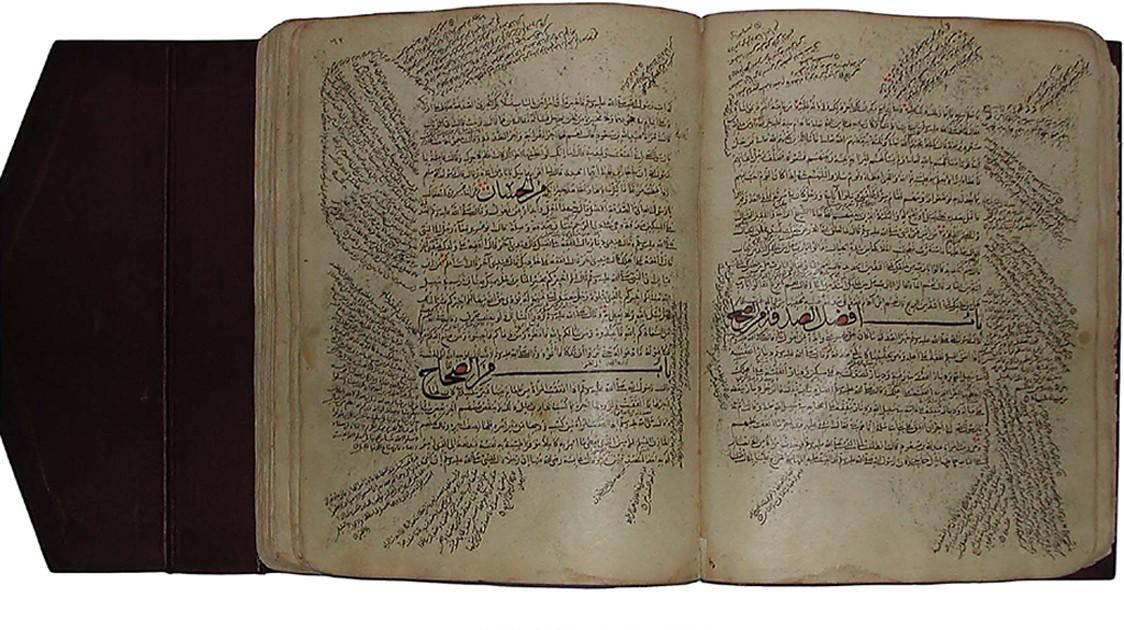
حواش حول المتن من كتاب في الحديث النبوي (مكة، 1322)

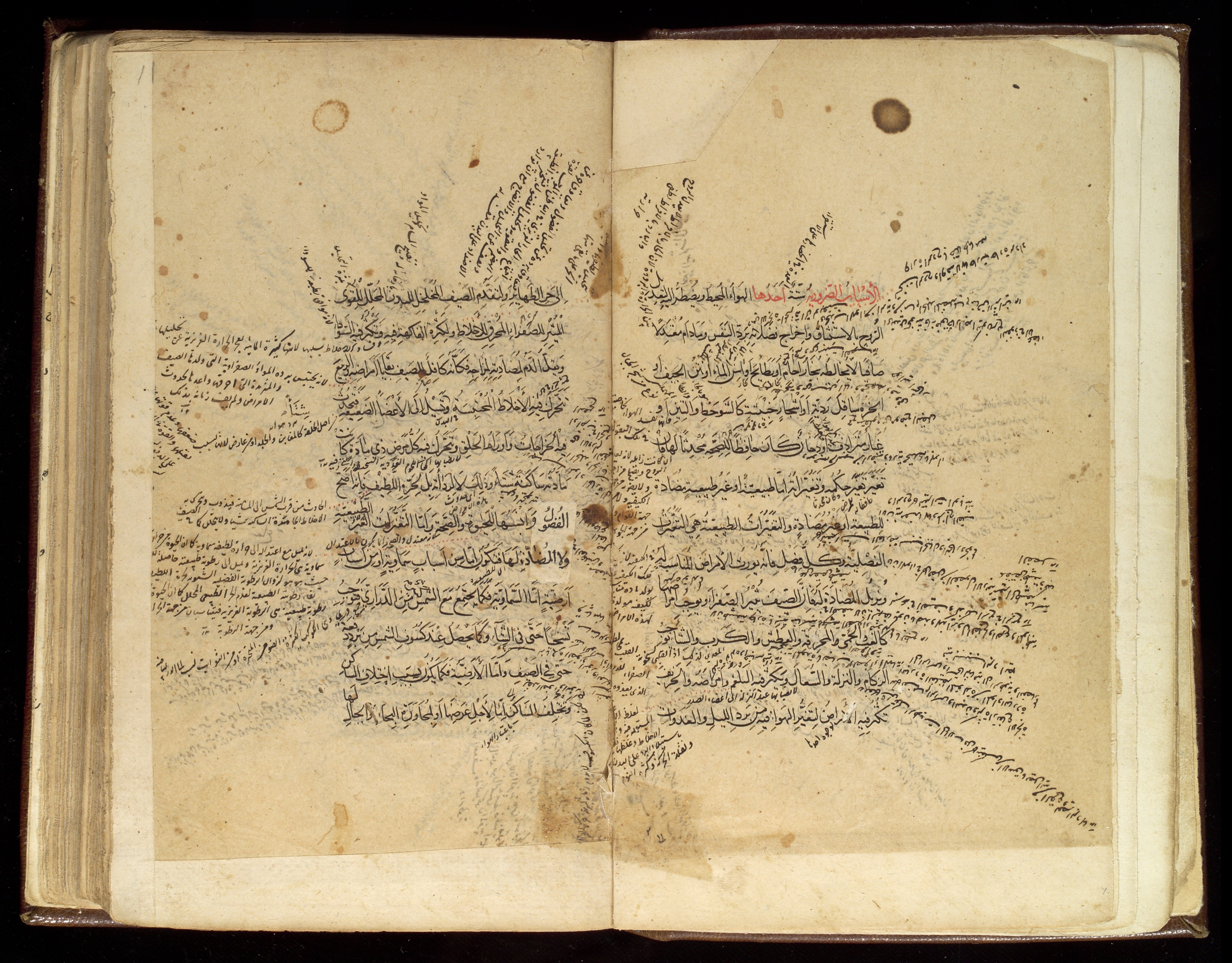
حواش «موجز القانون» في الطب

الحاشية (ج. حواشٍ، ورمزها ح‍ أو حش‍) هي تعليق يكتب على هامش الصفحة أو بين أسطرها، ويراد بها في الغالب تفسير ألفاظ مبهمة جاء ذكرها في المتن. المصدر التحشية والمُحَشّي اسم الفاعل.
كما تعني كلمة الحاشية اصطلاحا الشرح على الشرح، فتورد الكلمة أو العبارة من الشرح ثم يعلق عليها. وقد ذاع هذا النوع من التأليف في عامة الدراسات العربية في العصور المتأخرة.
حاشية الحاشية هي تعليق حاشية على الحاشية الأولى أو زيادها عليها.